# Фионов, Алексей Илларионович
Фионов Алексей Илларионович (р. 7  апреля  1935 года) — горный инженер-геофизик, лауреат Государственной премии СССР (1980). Доктор технических наук (1986), профессор (1993).

## Биография
Фионов Алексей Илларионович родился 7 апреля 1935 года в с. Лесное Чекалино Кузоватовского района Ульяновской области.
В 1960 году окончил Московский институт нефтехимической и газовой промышленности.
Место работы: c 1960 по 1991 годы работал в ВУФ ВНИИГеофизика (ВНИИГИС): инженер, начальник опытно-методической партии, главный геофизик, с.н.с., заведующий лабораторией гидродинамического каротажа, заместитель директора по научной работе; в 1991—1995 гг. — заместитель директора по научной работе ВНИИГИК, с 1995 г. — заведующий отделением «Объект» АО НПЦ «Тверьгеофизика».
Область научных интересов: горная геофизика, гидродинамический каротаж (ГДК) для измерения пластового и скважинного давления, коэффициента проницаемости при различных режимах притока, подвижности пластовых флюидов в условиях конкретного коллектора.
Им была разработана методика опробования пластов приборами на каротажном кабеле (ОПК), теорию локальных (точечных) гидродинамических полей.

## Труды
Фионов Алексей Илларионович — автор около 120 научных работ и 40 авторских свидетельств на изобретения.

## Награды и звания
- Государственная премия  СССР (1980)
- Премия им. И. М. Губкина (1983).
- Отличник разведки недр (1985).
- МОУ средняя школа с. Кивать носит его имя.